# 2018 VG18
2018 VG18 (временно прозванный первооткрывателями англ. Farout — далёкий) — транснептуновый объект, открытый астрономами Скоттом Шеппардом, Дэвидом Толеном и Чадом Трухильо в созвездии Тельца на снимках, сделанных с интервалом в 1 час.
При текущем расстоянии 125 а.е. (19 млрд км) от Солнца (в три раза дальше Плутона) являлся в 2018 году самым далёким из когда-либо наблюдавшихся объектов Солнечной системы (предыдущим рекордсменом была Эрида). В 2019 году был смещён объектом «FarFarOut» (2018 AG37) с текущим расстоянием 140 а.е. (21 млрд км).
Был обнаружен в рамках поиска Девятой планеты с помощью 8-ми метрового телескопа Субару и в дальнейшем подтверждён с помощью Магеллановых телескопов.
Ожидаемый диаметр объекта больше 500 км, что может классифицировать его как карликовую планету. Цвет красноватый, что говорит о большом содержании льда. Детали орбиты точно не определены, на это уйдёт несколько лет. Приблизительный период обращения вокруг Солнца составляет 1000 лет.